# Hednota orthotypa
Hednota orthotypa là một loài bướm đêm trong họ Crambidae.